# 解結聖母
解結聖母（德語：Maria Knotenlöserin）是敬禮聖母瑪利亞的一種稱號，同時也是一幅表達這一敬禮的巴洛克風格（德語：Wallfahrtsbild 或 Gnadenbild）油畫的名字。這幅油畫作者為畫家Johann Georg Schmidtner，創作於約1700年，現保存於德國巴伐利亞奧格斯堡的天主教朝聖教堂佩拉赫圣伯多禄堂中。
教宗方濟各在德國學習時曾瞻仰過這幅畫，後其將這一敬禮帶到了拉丁美洲。

## 繪畫
這幅具有巴洛克風格的畫作，描繪了站立在一輪彎月上、頭戴眾星之冠的萬福童貞瑪利亞（教會傳統中用來表達瑪利亞始胎無染原罪的方式）在眾聖天使的簇擁以及鴿子狀的聖神的護佑下，解開手中糾纏的條帶。而在聖母腳下，則是纏成一團結狀的蛇的頭部，蛇在此處代表了魔鬼，這表明聖母滿全了《創世紀》中的預言：“3:15 我要把仇恨放在你和女人，你的後裔和她的後裔之間，她的後裔要踏碎你的頭顱，你要傷害他的腳跟。”
在畫作下方，則是一個由天使陪伴的人和他的小狗，顯得小得多。這場景常被解讀作《多俾亞傳》中多俾亞在他的小狗和總領天使拉斐爾的陪同下前去向撒辣求婚的故事。
聖母瑪利亞解結的概念來源於教父聖依勒內的著作《駁斥異端書》中，在卷三第22節中，他把厄娃（夏娃）和瑪利亞作平行對比，“厄娃抗命的死結，因瑪利亞的服從而解開；貞女厄娃因缺乏信心所束縛的，也因貞女瑪利亞的信心而獲得了釋放”
畫面下方的兩個人物有時也被認為代表了畫家恩主的祖父Wolfgang Langenmantel前去因戈尔施塔特拜訪神父Jakob Rem途中，在遭受危難之時由他的守護天使搭救的故事。

## 歷史

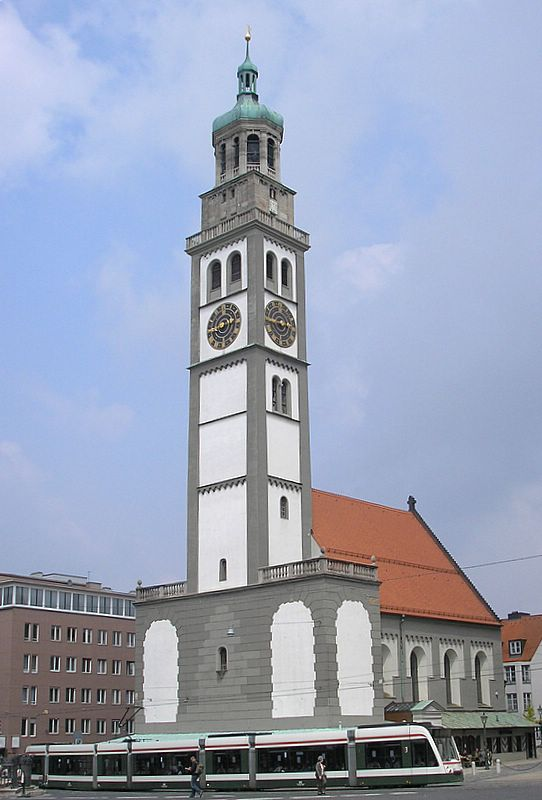
佩拉赫圣伯多禄堂與佩拉赫塔

畫作大約於1700年由Hieronymus Ambrosius Langenmantel(1641 – 1718)，奧格斯堡聖伯多祿修院的一位司鐸捐贈。畫作的捐贈被認為與其家族中的事件有關。當時他的祖父Wolfgang Langenmantel(1586 – 1637)與妻子Sophia Rentz(1590 – 1649)的關係瀕臨破裂，因此前去因戈尔施塔特尋求耶穌會會士Jakob Rem神父的幫助。Jakob Rem神父於是向聖母瑪利亞祈禱道：“In diesem religiösen Akt erhebe ich das Band der Ehe, löse alle Knoten und glätte es”，即“在此，我獻上婚姻中所有難解的結，求您解開它們並使之平息”。之後這對老夫妻立即重歸於好，離異也並未發生。為了紀念這一事件，他們的孫子委任畫家創作了這幅《解結聖母》。

## 敬礼
1989年，第一座以“解結聖母瑪利亞”命名的教堂在奧地利的施泰尔马克州完工，以此為發生在切尔诺贝利的核事故悲劇祈求天主垂憐。解結聖母的形象在南美洲，特別是阿根廷和巴西廣受尊敬，許多教堂以此為名、敬禮廣揚，以至於衛報稱此為“一種宗教狂熱”。
在教宗方濟各上任後，解結聖母的敬禮開始在全世界範圍裡廣為流傳。當時還是耶穌會會士的他在德國學習時，曾瞻仰過解結聖母的原畫，並於1980年左右將印有畫作的明信片帶回了阿根廷。此敬禮於20世紀末傳播到了巴西，根據里約熱內盧的修會人士表示，解結聖母“因在許多小事中幫助眾人”而受到人們敬愛。作為阿根廷首席主教曾將一只雕刻有解結聖母形象的聖爵獻給了教宗本篤十六世，而在他自己當選教宗後，由同一位銀匠打造的同樣的聖爵，代表着阿根廷人民的心意，也被獻給了教宗方濟各。
在布宜諾斯艾利斯，由藝術家Dr. Ana de Betta Berti依照原作創作的解結聖母畫作，自1996年12月8日起被放置在聖若瑟·德·塔拉教堂。在每個月8日時，數以千計的朝聖者前來此朝聖。

### 教堂
有許多教堂以解結聖母瑪利亞命名，如下：
- Tregist-沃茨伯格（奧地利）：Tregisttal的鄉村小聖堂，由Franz Weiss設計[13]
- 蘭什克龍（奧地利）：蘭什克龍的聖母瑪利亞教堂，教堂彩色玻璃由Daniel Moser繪製
- 上里特（瑞士）: Rietkapelle，裡特聖堂
- 福莫萨（阿根廷）：Maria Nuestra Señora Desatadora de Nudos教堂
- 圣米格尔-德图库曼 （阿根廷）：Maria Immaculata，圣母无染原罪教堂
- 布宜諾斯艾利斯（阿根廷）：聖若瑟·德·塔拉教堂（英语：San José del Talar）
- 布宜諾斯艾利斯（阿根廷）：花地瑪聖堂
- 布宜諾斯艾利斯（阿根廷）：聖依納爵·羅耀拉聖堂
- 坦珀利（阿根廷）：Asunción de María Santísima，圣母领报教堂
- 里瓦达维亚海军准将城（阿根廷）：聖路濟亞教區，"Nuestra Señora de Knotenlöserin"教堂
- 利馬（秘鲁）：la Señora del Buen Consejo聖堂
- 德理奧（英语：Del Rio, Texas）（美國）：聖若瑟聖堂
- 利沃夫（烏克蘭）：聖洗者若翰烏克蘭禮天主教堂

### 在各語言中的稱號
解結聖母瑪利亞在各語言中的稱號：
- 英語 : Mary Untier of Knots, Mary Undoer of Knots, Mary who Unties the Knots
- 德語 :  Maria Knotenlöserin
- 法語 : Marie qui défait les Nœuds
- 意大利語 : Maria che Scioglie i Nodi
- 波蘭語 : Maria Rozwiązująca Węzły
- 葡萄牙語 : Maria Desatadora dos Nós, Nossa Senhora Desatadora dos Nós
- 西班牙語 : María Desatanudos, María Desatadora de Nudos, María, la que Desata los Nudos
- 匈牙利語 : A csomókat feloldó Mária
- 漢語 : 解結聖母瑪利亞

## 外部連結
- Virgin Mary Untier of Knots (International Fraternity)
- Mary Undoer of Knots （页面存档备份，存于） (USA and Canada)
- The Holy Grail of Pope Francis: Our Lady of Lujan and Undoer of Knots （页面存档备份，存于） (Blog: Mary Victrix)
- The Blessed Virgin Mary Untier of Knots （页面存档备份，存于） - (Thinking Faith, 21 May 2013)
- Book of Tobit （页面存档备份，存于） (Apocrypha) (eBible, King James Version)
- （德文） Official Website of the Church of St. Peter am Perlach （页面存档备份，存于）
- （德文） Mary Untier of Knots:  Links between Augsburg and Buenos Aires （页面存档备份，存于）
- （葡萄牙文） Maria Desatadora dos Nós （页面存档备份，存于） (Brazil)
- （葡萄牙文） Prayer to Nossa Senhora Desatadora dos Nós （页面存档备份，存于） (Brazil)
- （西班牙文） Maria Desatanudos （页面存档备份，存于）